# Dějiny Kambodže

Státní znak Kambodžského království

Dějiny Kambodže jsou dějinami území současného Kambodžského království, obnoveného roku 1993. Dějiny území lze vysledovat až do 5. tisíciletí př. n. l., nicméně prvním státním útvarem, o němž víme díky čínským zdrojům, byl Funan, který se v 1. až 6. století rozkládal v nejjižnější části Indočíny. Šlo o hinduistickou kulturu, se silnou socio-ekonomickou interakcí s Indií. V 6. století byl Funan nahrazen novým státem Čenla, který ovládl větší území a již udržoval více než jediné centrum moci. Funan i Čenla patřily mezi nejstarší indianizované státní celky v jihovýchodní Asii.
Roku 802 byla založena Khmérská říše, velmi důležitá pro identitu Kambodžanů, neboť ač zaujímala území mnoha dnešních států jihovýchodní Asie (krom Kambodže i Vietnamu, Laosu a Thajska), politicky dominantním etnikem byli Khmerové, národ, který v současné Kambodži představuje 98 procent obyvatelstva. Říše dosáhla velkých úspěchů ve správě, zemědělství, architektuře, hydrologii, logistice, urbanismu i umění. Její základy byly jako u předchozích států hinduistické, ale v pozdějších fázích vývoje říše se prosadil i buddhismus, což mělo podle některých historiků podíl i na jejím rozkladu. Hlavním městem byl Angkor (ležící v dnešní kambodžské provincii Siem Reap), proto se někdy hovoří též o Angkorské říši. Když byla roku 1431 vyvrácena Ajutthajským královstvím (Thajci), začalo období někdy nazývané „temný věk kambodžských dějin“ (1431–1863).
Kambodžské království nadále fungovalo, ale jako menší regionální síla. Převládl pozvolna plně théravádový buddhismus (ve specifické místní variaci). Význam Angkoru upadl a lidé se přesunuli jižněji, k soutoku řek Mekong a Tonlesap, kde se šlo mnohem lépe zapojit do námořního obchodu. Zde bylo založeno město Čaktomuk (dnešní Phnompenh), kam roku 1443 i král Čau Ponchea Jat přesunul své sídlo. Roku 1528 bylo hlavní město přesunuto do Longveku. V roce 1601 se královské sídlo přesunulo do města Oudong a bylo zde až do roku 1866. Námořní obchod dal od 16. století zemi ekonomickou prosperitu, ovšem znamenal také vliv cizinců – zejména Malajců, Chamů a Evropanů – na vládu. Také Thajci a Vietnamci si stále více uvědomovali, že dolní Mekong je klíčem k ekonomickému ovládnutí oblasti a slabá kambodžská královská moc jim nedokázala vzdorovat. Vnější zásahy do nástupnické a sňatkové politiky vzaly královské rodině prestiž. A tak zatímco evropská kolonizace (v jihovýchodní Asii francouzská) byla pro Thajce a Vietnamce hrozbou (Thajci se jí ubránili, Vietnamci ne), pro kambodžskou královskou rodinu byla spíše vítanou oporou proti silnějším sousedům. Francouzi se vlády nad Kambodžou ujali roku 1863, v roce 1867 vznikl Francouzský kambodžský protektorát a roku 1887 byl začleněn do Indočínské federace známé jako Francouzská Indočína.
Koloniální éra přinesla řadu modernizačních projektů, nicméně v 50. letech se Francouzská Indočína zhroutila, pod tlakem protikoloniálního boje vedeného zejména Vietnamci. Kambodža vyhlásila nezávislost roku 1953. Do čela království se postavil král Norodom Sihanuk (korunován již 1941, od 1955 předal vládu otci a zastával politické posty, včetně premiérského). Království se zpočátku snažilo zůstat neutrální ve studené válce, ale boje v sousedním Vietnamu velmi radikalizovaly zvláště kambodžskou politickou levici. Komunističtí Rudí Khmerové v roce 1968 zahájili povstání. Sihanuk postavil do čela země pravicového generála Lon Nola, aby povstání zpacifikoval. Ten ale roku 1970 provedl státní převrat, monarchii svrhl a založil Khmerskou republiku, do jejíhož čela se postavil. Výsledkem bylo, že vládu nově neohrožovali jen partyzáni komunističtí, ale i monarchističtí. Obě skupiny dobyly značná území na venkově.
Roku 1975 pak hlavní město Phnompenh dobyli Rudí Khmerové. Ti vyhlásili nový stát Demokratická Kampučia a vedeni svou prapodivnou ideologií inspirovanou čínským maoismem, nenávidějící vše průmyslové, moderní a vůbec kulturní, zahájili brutální teror veškerého obyvatelstva a zničení veškeré kultury a tradice. Tyranie měla i rasistický aspekt, obětí se ve velkém staly národnostní menšiny (Vietnamci, Číňané, Laosané) ve jménu khmerské rasové nadřazenosti. Počet obětí jejich genocidy vystoupal do milionů. Zvrácený režim pak roku 1979 smetla invaze Vietnamu, jakkoli rovněž komunistického. Vietnamský okupační režim byl nazván Kampučská lidová republika. Šlo o režim loutkový, nicméně vrátil do země civilizaci.
Okupace skončila roku 1993. Bylo obnoveno království, do jehož čela se postavil znovu Sihanuk, a nastolena parlamentní demokracie. Režim má však mnoho problémů, zejména premiér Hun Sen byl obviňován ze zavraždění mnoha politických oponentů. Navíc, jako bývalý Rudý Khmer, jenž přeběhl k Vietnamcům, vždy bránil potrestání viníků genocidy ze 70. let a tvrdému postupu proti zbytkům hnutí Rudých Khmerů, které od vietnamského vpádu udrželo kontrolu nad oblastí u hranic s Thajskem. Od roku 2004 je králem Norodom Sihamoni, který studoval v Československu a hovoří plynně česky.

## Funan a Čenla

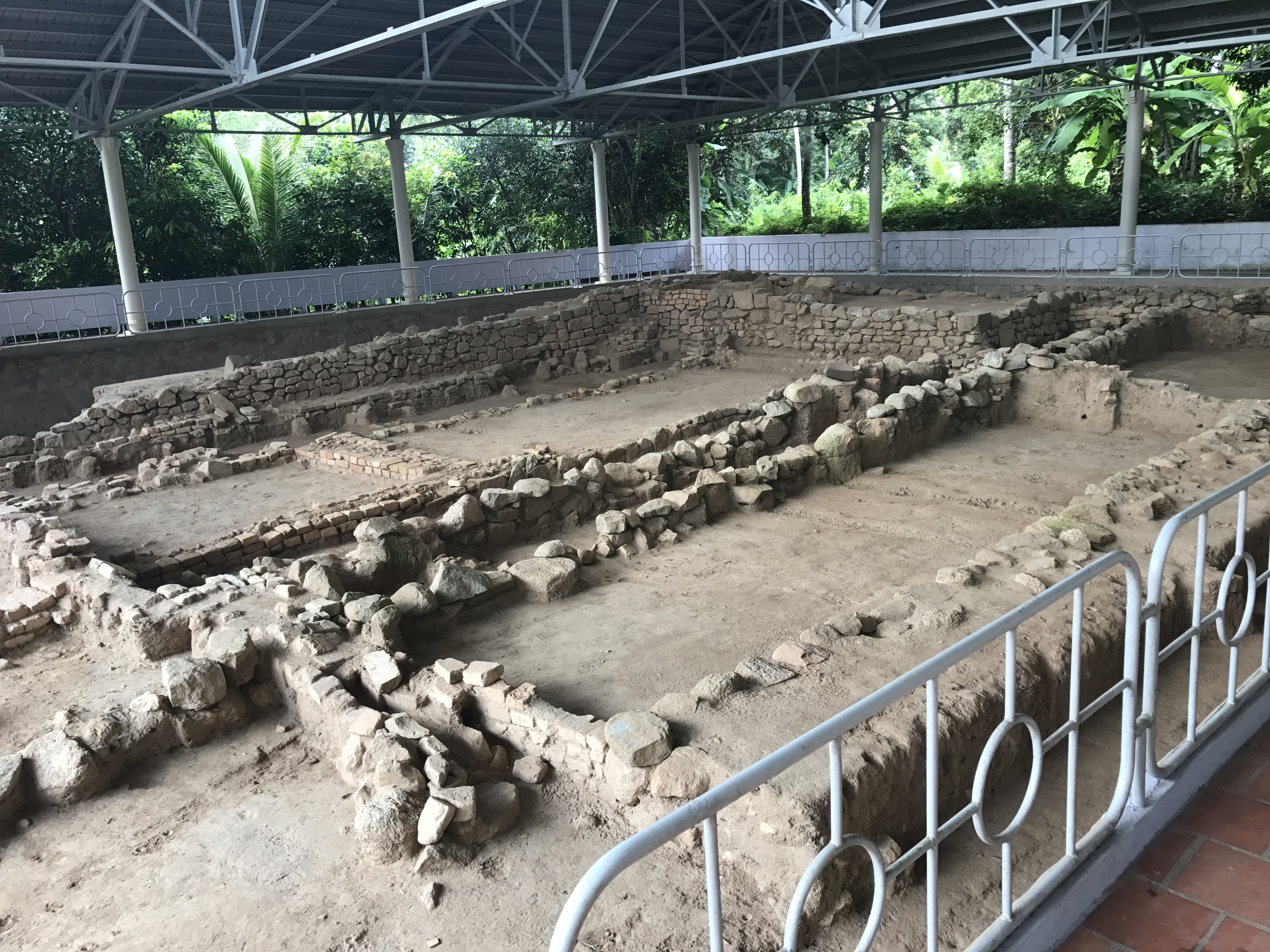
Archeologické naleziště Óc Eo

Čínské anály zaznamenaly existenci první známé státní organizace na kambodžském území, Království Funan (zasahovalo ovšem i na území dnešního Vietnamu). Jeho počátky sahají do 1. století. Hlavní osídlení bylo na kambodžském území v dnešní provincii Takéo, kolem řek Mekong a Bassac. Klíčovým archeologickým nalezištěm je Óc Eo.
Funan byl federací menších jednotek, z nichž každá měla svého vlastního vládce. Proto se historici přou, nakolik je možno mluvit o funanském státě. Někteří to odmítají, jiní upozorňují, že si Funan dokázal zajišťovat i vazalské státy, což by rozdrobená kultura dokázat nemohla.
Funan byl jednotkou zemědělsky-obchodní. Ve vnitrozemí se pěstovala rýže, jejíž přebytky pak prodávaly obchodníci v pobřežních městech. Funanští obchodníci kromě rýže obchodovali se zlatem, slonovinou, nosorožčími rohy, peřím ledňáčků, santalovým dřevem či kořením jako je kardamom. Některé funanské zboží bylo doloženo i ve starověkém Římě.
Ve 2. století Funan ovládl námořní obchodní cesty v celé Indočíně. Ve 3. století začal platit tribut čínskému císaři. Čínské zdroje uvádějí, že Funan tehdy dosáhl svého teritoriálního vrcholu, pod nadvládou krále Fan Ših-mana. Jeho říše měla sahat až do Malajsie a Barmy. Zásadní bylo ovšem kulturní ovlivnění z Indie. Již zakladatelský khmerský mýtus vypráví o indickém bráhmanovi nebo princi, který se ožení s khmerskou princeznou Nagi Soma a dají tak vzniknout první královské dynastii. Království bylo hinduizováno a k psaným projevům byl užíván sanskrt.

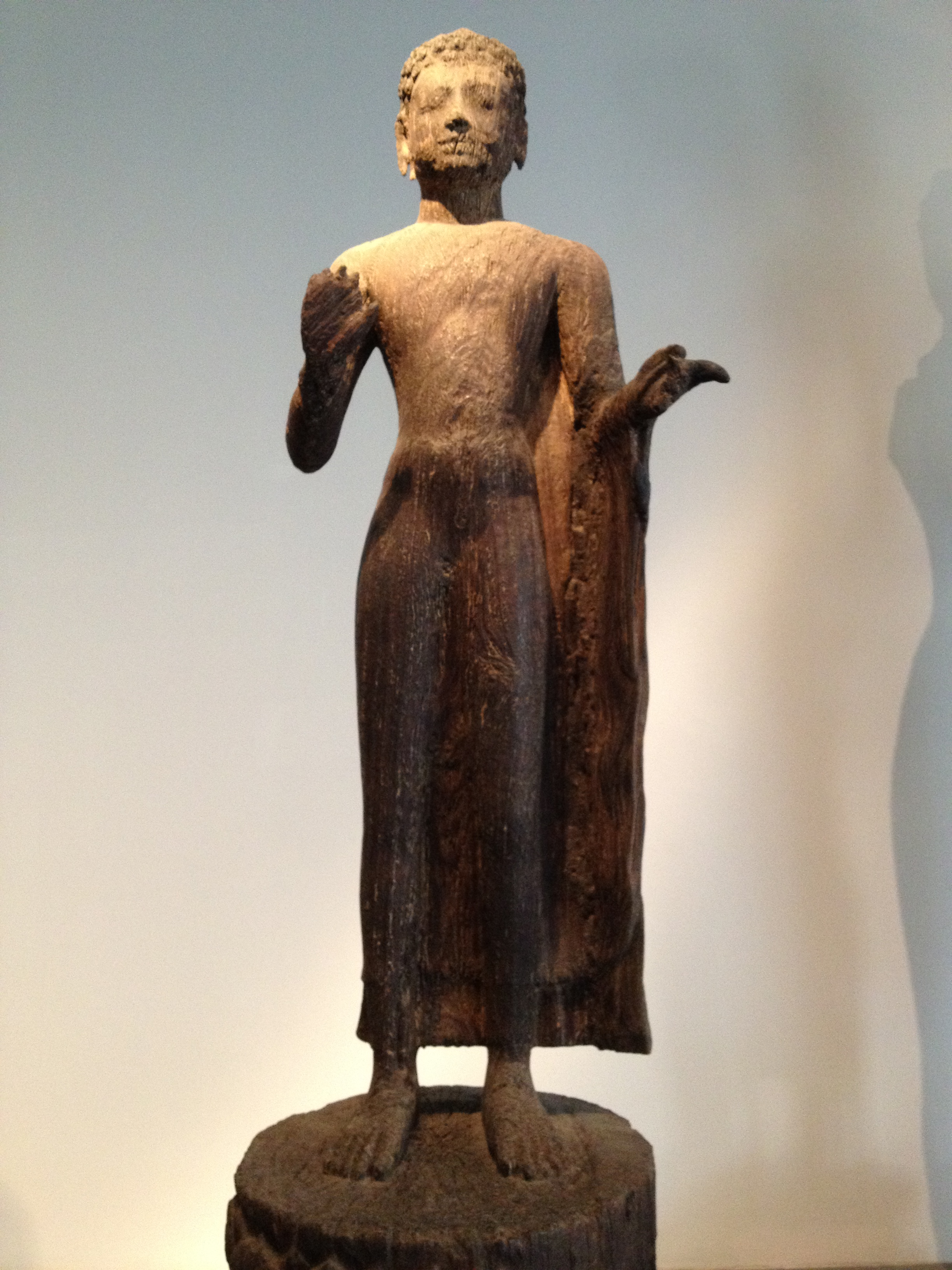
Socha Buddhy z Čenly

Historici vedou dosud také spory o pád Funanu. Buď došlo k přesunu hlavní námořní obchodní cesty do Malackého průlivu, v důsledku čehož Funan zchudl a byl pohlcen novým státem Čenla, anebo byl nejprve Čenlou dobyt, což narušilo důvěru námořníků a až následně změnili hlavní obchodní trasu. Čenla měla převzít otěže v oblasti okolo roku 616. Existuje ovšem také pojetí, že vznik nového státu je omylem čínských letopisců a Čenla je vlastně pokračující Funan.
Dějiny dynastie Suej obsahují záznam, že nový stát zvaný Čenla vyslal v roce 616 nebo 617 své velvyslance do Číny. Říká, že Čenla byla nejprve vazalem Funanu, ale pod svým vládcem Citrasenem-Mahendravarmanem Funan dobyla a získala nezávislost. Tato informace byla pro historiky dlouho základní. Od 70. let 20. století se však diskutuje o nových interpretacích, například, že Čenla bylo vlastně vnitrozemí Funanu, které v jisté chvíli získalo nad pobřežními obchodníky politicky navrch. Vynořila se též teorie, že jádrem území Čenly byl dnešní Laos, ale ta není všeobecně přijímána. Největším trumfem pro zastánce teorie o kontinuitě Funanu je tzv. nápis K53 z Ba Phnomu, datovaný do roku 667, který uvádí seznam králů, aniž by nějak rozlišoval mezi králi z před roku 616 a po něm. Klíčem je možná etnická proměna. Neboť v letech 612–628 vstoupili na území Khmerové. Kmen Khmerů, původně vazal Funanu, pak vytvořil nové hlavní město Sambor Prei Kuk (Íšánapura). To možná vedlo čínské letopisce k užití nového pojmu Čenla.
Oficiální historie čínské dynastie Tchang rovněž tvrdí, že krátce po roce 706 byla Čenla rozdělena na severní a jižní, což de facto znamená vnitrozemskou a příbřežní. To naznačuje, že napětí mezi vnitrozemím a pobřežím bylo trvale přítomno.
Koncem 8. století se příbřežní Čenla stala vazalem jávské dynastie Šailendra. Poslední z králů Čenly byl zabit roku 790, načež bylo území začleněno do jávské monarchie. Jávancům území odňal až Džajavarman II., zakladatel Khmerské říše, nového hegemona oblasti.

## Khmerská říše

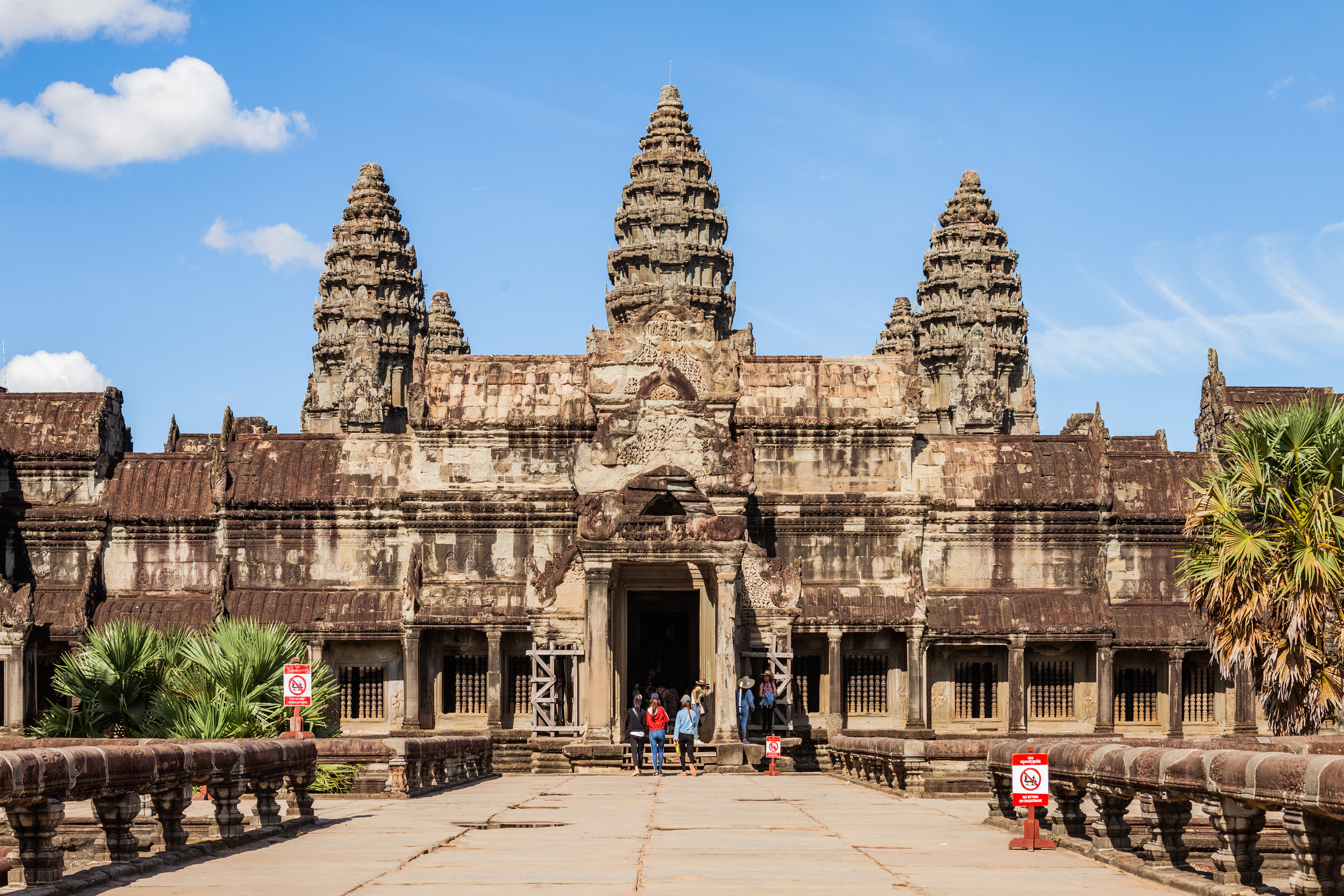
Angkor Vat

Džajavarman II. roku 802 též vykonal mystický hinduistický obřad ve „svatých horách“ Phnom Kulen, jímž se prohlásil za dévarážu, božského krále. Tím začala zlatá éra kambodžských dějin. Džajavarman II. založil první hlavní město nové říše Hariharalája (památkou na ně jsou především Chrámy Roluos).
I Džajavarmanovi nástupci Indravarman I. (vládl 877–889) a Jasovarman I. (889–910) se drželi v oblasti severně od jezera Tonlésap (největšího v celé jihovýchodní Asii), kterou propojili důmyslným systémem vodních nádrží a kanálů, ba i nádrží umělých (ta největší, Západní baraj, je 8 kilometrů dlouhá a zadržovala 50 milionů metrů krychlových vody). Jasovarman zde pak nechal založit nové hlavní město, které nejprve neslo jeho jméno (Jasodharapura), ale dnes je známé jako Angkor, což byl původně název celé zkulturněné oblasti, rozkládající se na ploše 1000 kilometrů čtverečních. Město bylo obklopeno opevňujícím náspem ve tvaru čtverce o straně 4 km a v jeho středu stál velký pyramidový chrám Bakheng s pěti věžovitými svatyněmi na vrcholku pěti teras. Nedávné průzkumy potvrdily, že Angkor byl ve 12. a 13. století největší sídelní komplex na světě – žilo tam asi tři čtvrtě milionu lidí. Velké infrastrukturní a hydrologické projekty však vedly k erozi půdy, která je někdy označována za příčinu úpadku tohoto centra a celé říše. Jasovarman I. dal rovněž postavit dlážděnou cestu spojující hlavní město se starším městem Roluosem. Po smrti Jasovarmana I. se zřejmě jeho říše rozpadla, ale již o půl století později byla sjednocena pod vládou Rádžéndravarmana II., který vládl pravděpodobně od roku 944 asi do roku 968. Za jeho vlády sahala Khmérská říše až do jižního a středního Vietnamu, Laosu, do většiny Thajska, a dokonce i do Číny a Barmy.
Roku 1080 nastoupila nová královská dynastie Mahidharapura, jejím prvním panovníkem byl Džajavarman VI. (1080–1107). Ten oslabil důraz na hinduismus jako duchovní kostru státu a otevřel tím možnost pro pronikání buddhismu. Po smrti Džajavarmana VI. vládl krátce jeho starší bratr Dharaníndravarman I. (1107–1112).
Za krále Súrjavarmana II. (1113–1150) dosáhla říše svého největšího územního rozmachu, protože přímo nebo nepřímo ovládala celou Indočínu, Thajský záliv i všechny námořní cesty jihovýchodní Asie. Súrjavarmanovo panování znamenalo i vrchol kulturní, neboť to byl právě on, kdo nechal postavit dnes proslulý chrám Angkor Vat (tento název se ovšem užívá až od 16. století, v překladu značí zhruba Hlavní chrám; původní název zněl Preah Višnulóka). Chrám patří k nejslavnějším středověkým památkám světa a je i významným kambodžským národním symbolem – je vyobrazen na kambodžské státní vlajce. Se svou celkovou výměrou kolem 1 km² je navíc považován za nejrozlehlejší náboženský komplex na světě (původně byl zasvěcen Višnuovi, jednomu ze tří hinduistických božstev, ve 14. století se stal buddhistickým). Celý komplex Angkor Vatu byl obklopen 180 metrů širokým příkopem, který pomáhal udržovat odstup od džungle. Vně se zřejmě rozkládalo celé město obklopené lateritovou a pískovcovou zdí. Vrcholná éra říše skončila, když byl Súrjavarman zabit v bitvě při pokusu dobýt Đại Việt. Následovalo období nástupnických sporů a invaze Chamů, která vyvrcholila vypleněním Angkoru roku 1177.

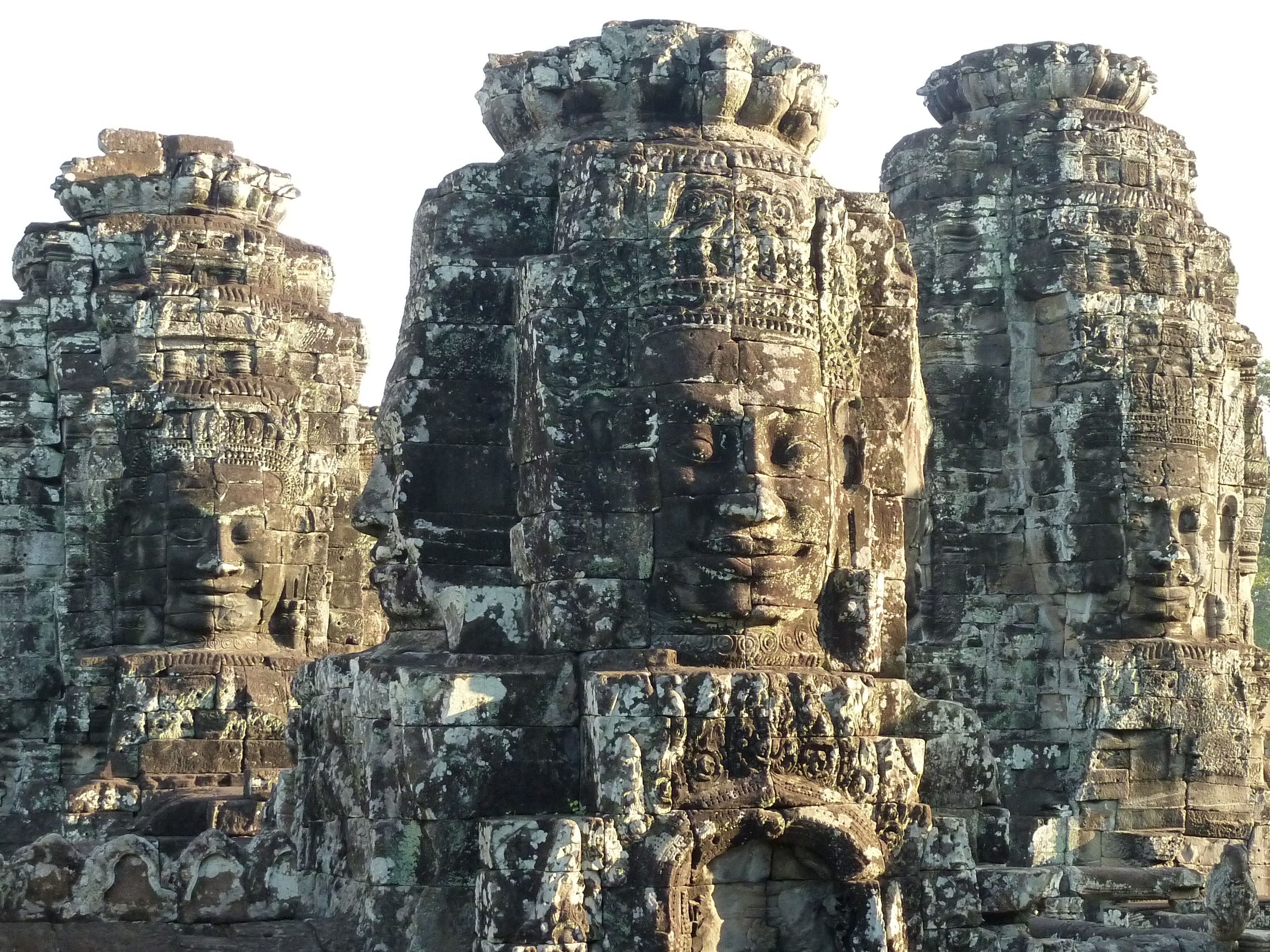
Bayon

Říše však zvedla znovu hlavu, když Chamy vytlačil Džajavarman VII. (1181–1219) a pak si i podrobil jejich království Čampa. Tento král již nebyl hinduistou, ale vyznával mahájánový buddhismus. S ním začalo dalších čtyřicet let prosperity. Asi 1,7 kilometru od vypleněného Angkoru nechal postavit nové hlavní město Angkor Thom s novým ústředním chrámem zvaným Bayon, který je zdoben obřími kamennými tvářemi, které zřejmě představují Avalókitéšvaru. Král patří k největším stavitelům středověku, je mu připisována i řada dalších chrámů v okolí, mostů, silnic či nemocnic. V letech 1296–1297 na Džajavarmanově dvoře pobýval čínský velvyslanec Čou Ta-kuan, který o životě království popsal podrobnou zprávu, jež je jedním z nejcennějších historických pramenů. Čou Ta-kuan Khmerskou říši popisuje jako víceméně zemědělský stát, který sestával ze tří společenských tříd – elity, dělníků a otroků. Mezi elitu patřili poradci, vojenští vůdci, dvořané, kněží, náboženští asketové a úředníci. Dělníci pracovali na polích, stavbách, nebo byli řemeslníky. Otroci byli často zajatci z vojenských kampaní nebo vzdálených vesnic. Velvyslanec si povšiml, že Angkořané neznají mince, jediným univerzálním platidlem byla rýže, jinak byl obchod výměnný.
Pád Khmerské říše je stále historickou záhadou. Ve 21. století historikové zdůrazňují ekologické aspekty, které mohly v tomto konci sehrát roli, v minulosti se zdůrazňovaly spíše možné náboženské důvody. Jisté je, že poslední nalezený sanskrtský nápis pochází z roku 1327 a zmiňuje panovníka Džajavarmana IX., který vládl asi do roku 1336. Za definitivní pád Khmerské říše je považován útěk posledního krále Ponhea Jata z Angkoru roku 1431 před Siamci. Nezdá se však, že by Siamský tlak byl hlavní příčinou úpadku říše, byla patrně již předtím značně oslabena.

## Temný věk a kolonizace
Termín „temný věk Kambodže“, nebo také „střední období“, je vyhrazen dlouhému období 1431–1863. Typické je, že pro toto období chybí místní historické prameny – nápisy v kambodžských chrámech zmizely ve třetí dekádě čtrnáctého století a nebyly obnoveny dříve než v polovině století šestnáctého. Předpokládá se, že kambodžské království v tomto období existovalo, byť na mnohem menším území než stará Khmerská říše, není však známo jméno žádného krále za více než 200 let. Stavba monumentální chrámové architektury se rovněž zastavila. Pro kambodžské 15. století existují jen zahraniční prameny – především čínské anály Ming š’-lu a nejstarší královská kronika Ajutthajského království.

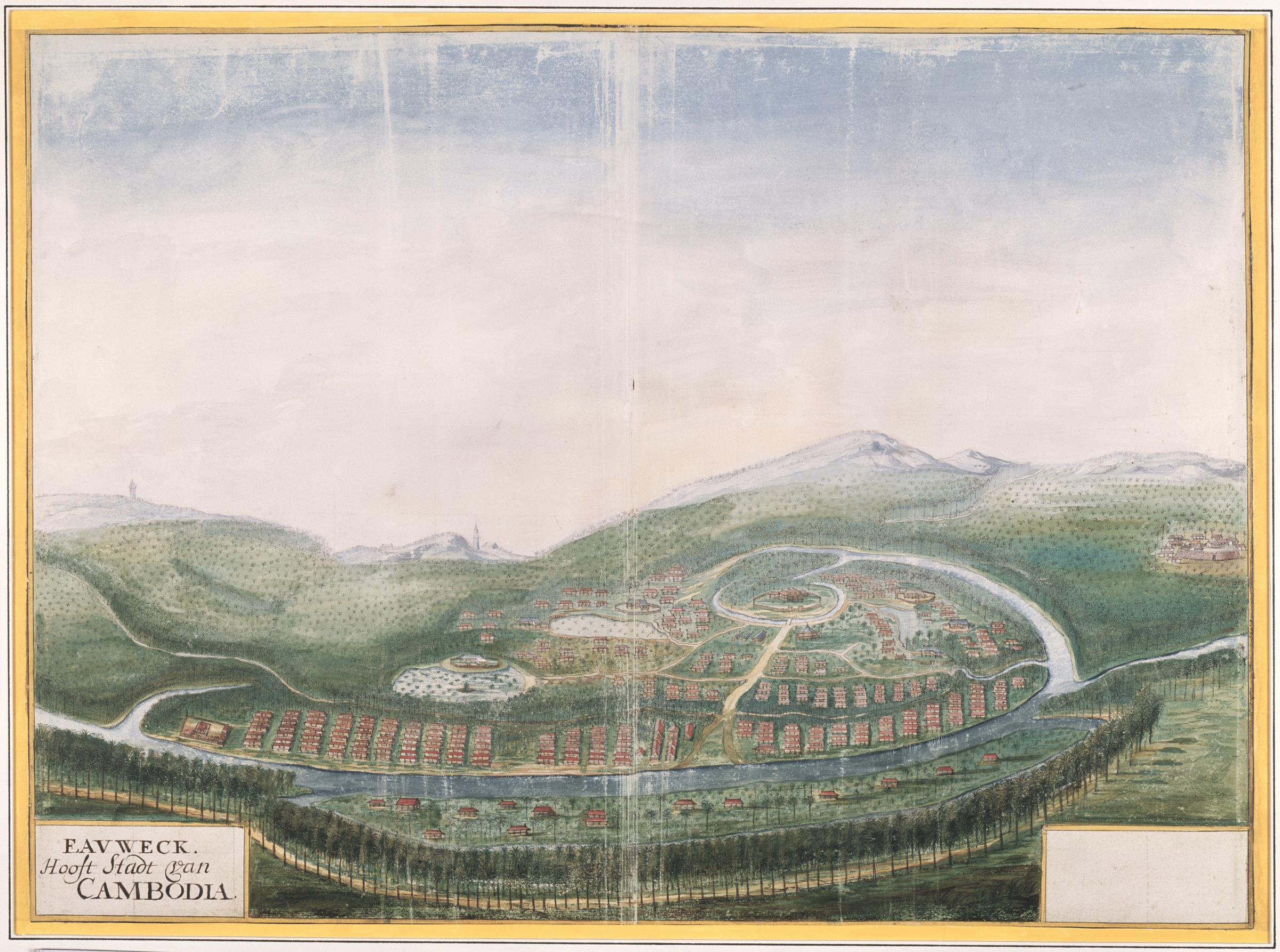
Malba města Longvek, asi z roku 1665

Je evidentní, že po siamské intervenci roku 1431 je vylidněna celá oblast Angkoru. Centrum státu se posunulo jižněji, hlavními městy se stávají Phnompenh a posléze Longvek. Oblast se hůře bránila, ale umožňovala zapojení do námořního obchodu. V jistém smyslu se dá říci, že Kambodža v této éře vyměnila suverenitu za prosperitu. To bylo nicméně ošidnou strategií, neboť vybudovaná prosperita se snadno stávala kořistí sílících sousedů. Roku 1594 tak Siamci dobyli Longvek. Kambodžané pak zopakovali svůj starší postup – posunuli hlavní město zase o kus dále, roku 1601 založili Oudong, a znovu vybudovali obchodně úspěšný stát. Jenže historie se v 17. století zase opakovala – toto bohatství tentokrát připadlo Vietnamcům, kteří zabrali oblast delty Mekongu a Kambodža tak definitivně ztratila přístup k moři a hlavním obchodním trasám.
Během 17. a 18. století siamská a vietnamská dominance zesílila, což mělo za následek, že se kambodžská královská rodina dostala do pozice pouhých vazalů. Na počátku 19. století si britský agent John Crawfurd povšiml: „Král tohoto starověkého království je připraven se vrhnout pod ochranu jakéhokoli evropského národa.“ Tím evropským národem, který měl zachránit Kambodžu před začleněním do Vietnamu a Siamu, byla nakonec Francie. Smlouva o francouzském protektorátu byla podepsána králem Norodomem Prohmbarirakem 11. srpna 1863. Původní smlouva ponechala kambodžskou suverenitu nedotčenou, ale francouzská kontrola se postupně zvyšovala, takže na konci 19. století královská autorita mimo palác již neexistovala. Kambodža od Francouzů očekávala ochranu před Vietnamem a Thajskem, ovšem v tom se nakonec zklamala, když v roce 1940 byla vichistická Francie poražena v krátké hraniční válce s Thajskem a byla nucena odevzdat provincie Battambang a Angkor (jen starobylé město Angkor Kambodži zůstalo).

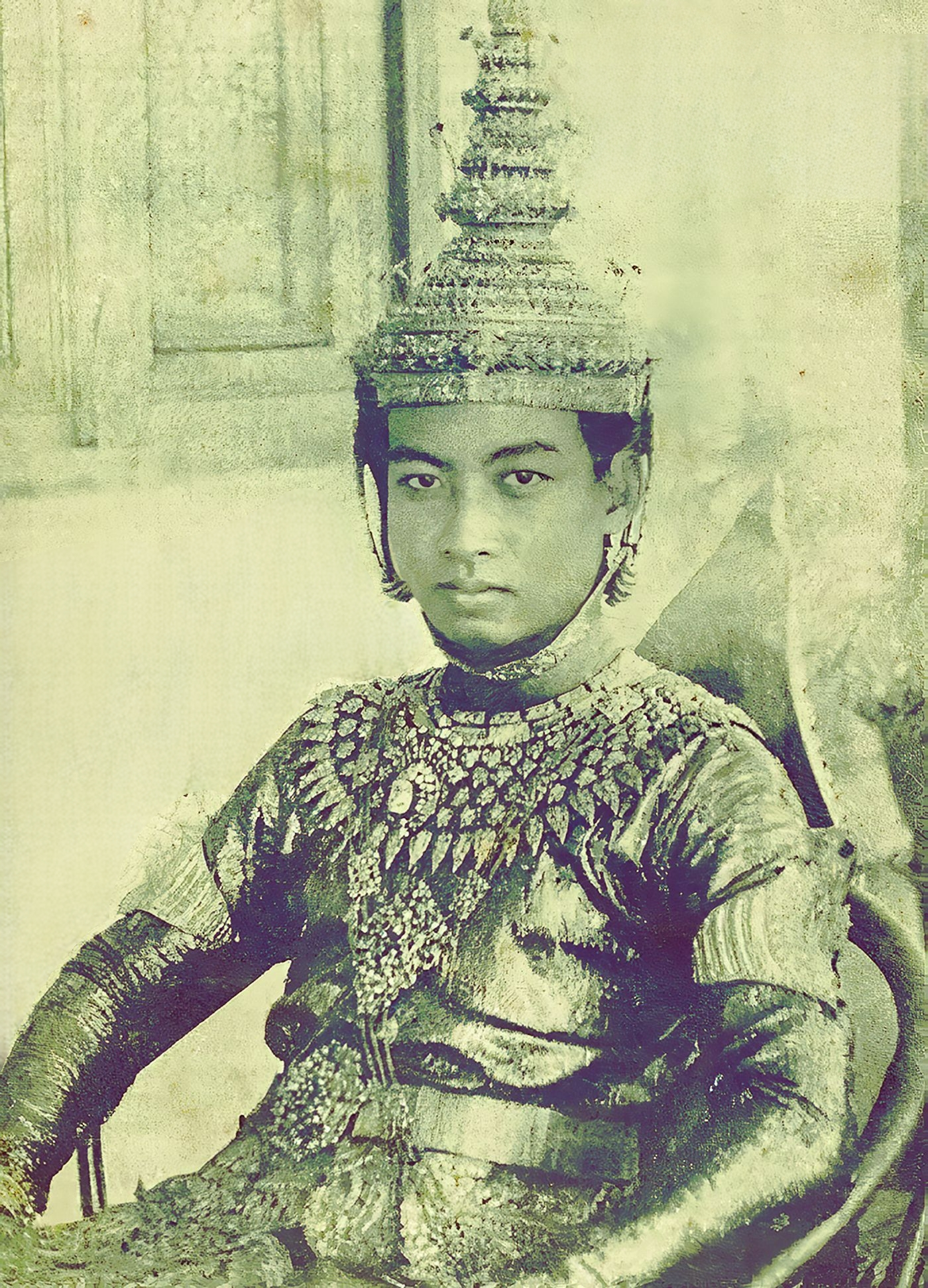
Norodom Sihanuk v době nástupu na trůn (1941)

V roce 1945 došlo k okupaci Japonskem. Dne 9. března 1945 vyhlásil mladý král Norodom Sihanuk na přání Japonců „nezávislé království“. Nová vláda byla plně závislá na Japoncích, ale udělala důležitý symbolický krok – zbavila se latinky (prosazené Francouzi) a obnovila prastaré khmerské písmo. To vládě přineslo značnou popularitu. Brzy do Kambodže vstoupily spojenecké jednotky, Japonci byli odzbrojeni a Francouzi obnovili v říjnu 1945 koloniální správu. Sihanuk pak intenzivně vyjednával o nezávislosti. Zpočátku se Francouzům příliš nechtělo, ale jak se jejich situace v Indočíně komplikovala (v Kambodži už reálně operovali vietnamští vojáci), zvolili dohodu se Sihanukem a poklidnou dekolonizaci. Sihanuk na základě dohod s Francouzi vyhlásil nezávislost roku 1953 a ze Ženevské konference si o rok později přivezl i slib odchodu Vietnamců. Začala éra nezávislosti.

## Od nezávislosti ke katastrofě (1953–1975)
Ústředním prvkem kambodžské zahraniční politiky v 50. a 60. letech byla neutralita ve studené válce a v konfliktu v sousedním Vietnamu. Její udržení však často značilo složité kličkování. V polovině šedesátých let si v části východní Kambodže vytvořili základny komunističtí partyzáni ze Severního Vietnamu (místní obyvatele vystěhovali), ke svému zásobování navíc používali přístav Sihanukville. Spojené státy byly touto situací stále více znepokojeny a v roce 1965 zahájily sérii bombardování těchto základen na území Kambodže. Historici se dodnes dohadují, jaký postoj k tomu Sihanuk vlastně měl. Je jisté, že oficiálně proti tomu protestoval, patrně proto, že si v žádném případě nepřál přenos konfliktu na kambodžské území a nechtěl dráždit stále více se radikalizující Rudé Khmery uvnitř Kambodže. Existuje však mnoho důkazů, že v zákulisí Američany k zásahu vyzýval, s podmínkou, že nebudou zabiti žádní Kambodžané. Sihanuk v reakci udělal i několik protiamerických kroků, například zakázal Spojeným státům používat kambodžský vzdušný prostor a letiště pro vojenské účely. Nicméně odtajněné dokumenty Bílého domu ukazují, že ještě v roce 1970 si byli Američané jistí, že přátelské vztahy se Sihanukem jsou možné a nechtěli ho svrhnout, jak tvrdila dlouho oblíbená teorie. Nicméně, někteří historici, jako Michael Ignatieff, Adam Jones, Greg Grandin a další považují bombardovací kampaň Spojených států v letech 1965–1973 za významný faktor, který vedl ke zvýšené podpoře Rudých Khmerů mezi kambodžským rolnictvem.

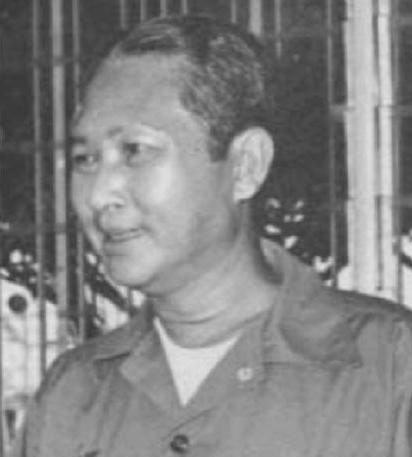
Prezident Lon Nol

V 60. letech se ovšem i vnitřní kambodžská politika stále více polarizovala. Na jedné straně mohutněly bojůvky radikální levice, které se říkalo Rudí Khmerové (tento pojem užil jako první Sihanuk, oni sami svou tajnou organizaci nazývali Komunistická strana Kampučie), na druhé straně rostlo znepokojení střední třídy z možného vítězství komunismu i v Kambodži. Ve volbách 1966 tak zvítězil pravicový a jasně proamerický generál Lon Nol. Ten se dostával do stále většího rozporu se Sihanukem. Ten Lon Nola odstavil od vlády roku 1967, ale když komunisté zahájili v roce 1968 povstání, povolal Sihanuk Lon Nola znovu do čela kabinetu. 18. března 1970, během Sihanukovy návštěvy Číny, však Lon Nol udělal vojenský převrat a Sihanuka svrhnul. 9. října byla kambodžská monarchie zrušena a země byla přejmenována na Khmerskou republiku. Nový režim požadoval, aby vietnamští komunisté opustili Kambodžu. To Hanoj odmítla.

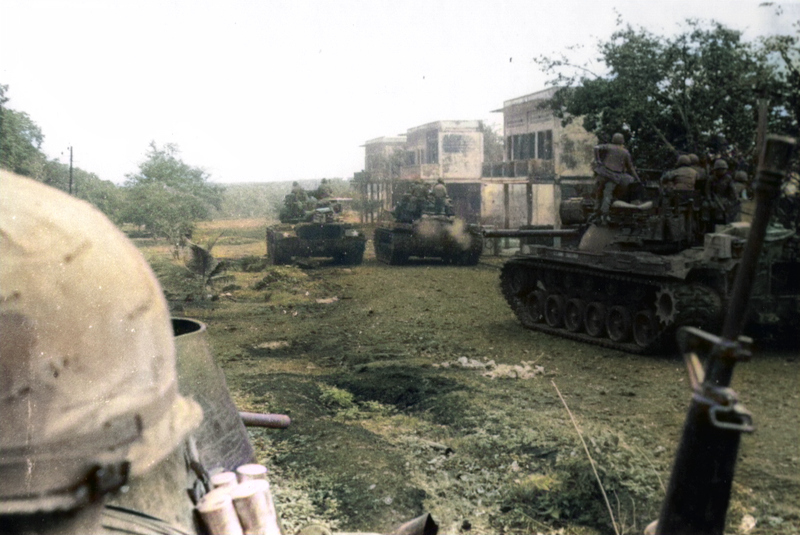
Američané vjíždějí do Kambodže, rok 1970

Američané potom pomohli s výzbrojí Lon Nolovy armády, a ta začala vojenské operace jak proti severovietnamským jednotkám, tak proti Rudým Khmerům. Zkušené severovietnamské jednotky však náporu odolaly a naopak posunuly frontu 24 kilometrů k Phnompenhu. Dobytá území přitom předávali Rudým Khmerům, takže původně dosti maličká a bezzubá guerilla se rychle stávala mohutnou silou. Do jejího čela se dostal Pol Pot, když hnutí očistil od svých odpůrců. V dubnu 1970 prezident USA Richard Nixon poslal do Kambodže americké pozemní síly. Severovietnamce se jim však porazit nepodařilo. V roce 1973 již Rudí Khmerové ovládali téměř 60 % území Kambodže a 25 % její populace. V té době již také vedli většinu bojových operací sami, Severovietnamci se stáhli poté, co zjistili, že Pol Potovo hnutí se rychle ideově vzdaluje představám vietnamských komunistů. Jeho ideologické zázemí zhruba kopírovalo Maovu kulturní revoluci, přičemž ovšem k nenávisti k tradici a staré kultuře přidalo nenávist k městskému životu a průmyslu. Vietnamci přestali Rudým Khmerům dodávat i zbraně, ale nahradili je právě Číňané. Vietnamci si příliš pozdě uvědomili hrozící nebezpečí.
Do hlavního města a několika dalších měst kontrolovaných vládou mezitím uprchlo před komunistickými partyzány dva miliony lidí. Netušili, že vbíhají do pasti. Na Nový rok 1975 zahájily komunistické jednotky ofenzívu, která ve 117 dnech způsobila rozpad Khmerské republiky. Závěr Lon Nolova režimu měl i některé bizarní rysy, kdy například Lon Nol věřil, že by hlavní město mohl před rudými jednotkami zachránit magický kruh, který rituálně připravili buddhističtí mniši. Mýlil se. Vláda Lon Nola v Phnompenhu se vzdala 17. dubna 1975, pouhých pět dní po evakuaci mise USA z Kambodže. Začala se psát jedna z nejpodivnějších kapitol v dějinách lidstva, režim Rudých Khmerů, který se násilím rozhodl vybudovat z Kambodže jeden obrovský kolchoz. Vietnamští komunisté právě v té době plně ovládli Vietnam. Síly, které instalovali v Kambodži, přitom brzy začaly vyvražďovat právě etnické Vietnamce, krom mnoha jiných skupin obyvatel.

## Genocida

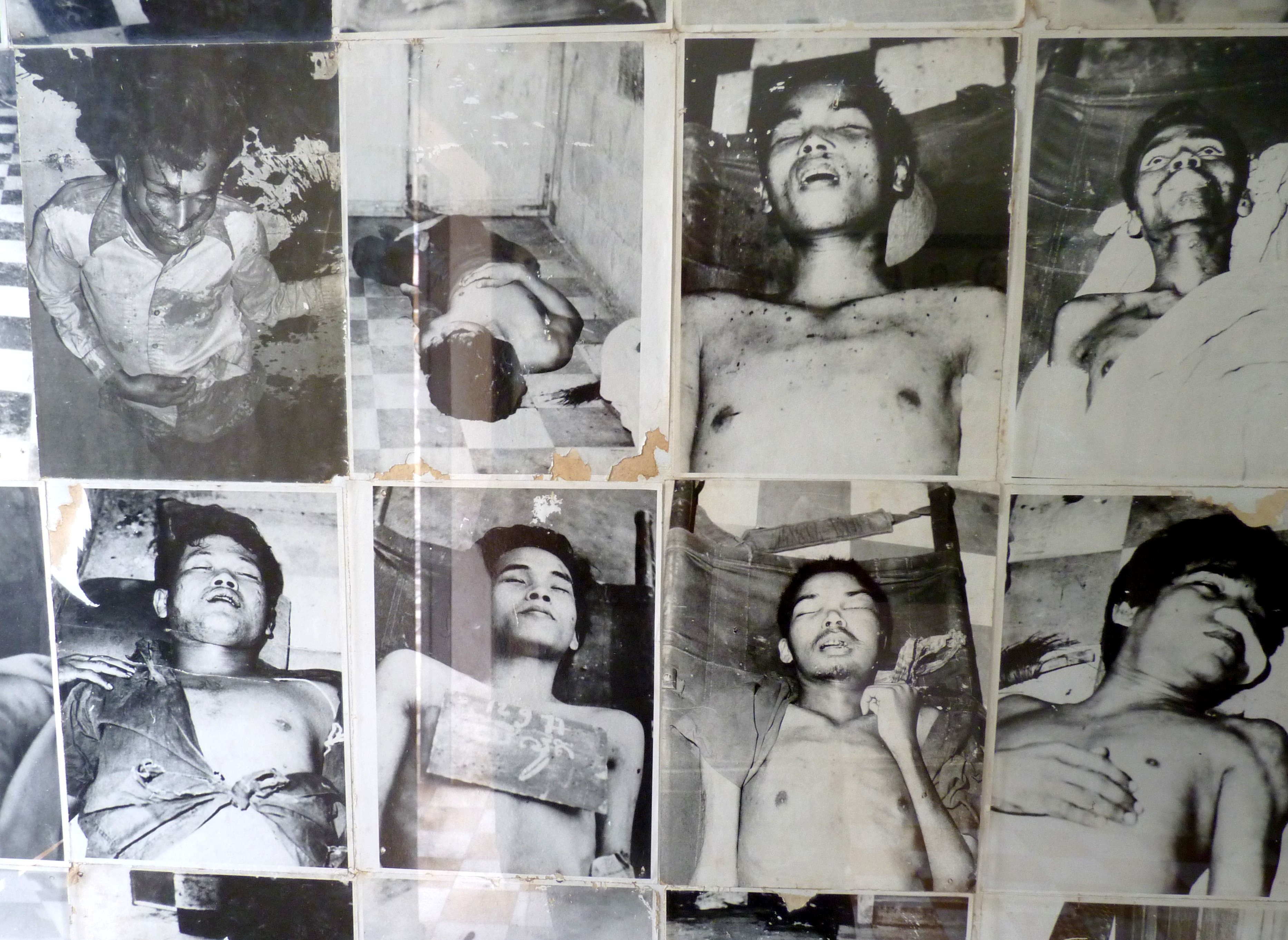
Fotografie umučených obětí Rudých Khmerů, které pořídily oni sami. Dnes k vidění v muzeu genocidy Tuol Sleng

Ihned po svém vítězství Rudí Khmerové vyhnali všechno obyvatelstvo z měst na venkov. Už při tomto vyhánění zemřelo 20 000 lidí, většinou vyčerpáním při pochodu. Pak vyhnanci začali pracovat v zemědělských lágrech, kde je práce měla převychovat. Zemědělské stroje byly zakázány, ba i většina nářadí, jakožto průmyslová zvrhlost. Jen do první úrody tak zemřely tisíce lidí hladem. Továrny byly uzavřeny, 95% buddhistických chrámů bylo vypáleno, zrušeny byly školy. Rodina byla prohlášena za buržoazní zvrhlost, děti byly odebrány rodičům a učily se je nenávidět. Ženy a muži museli žít odděleně. Byly zrušeny peníze a jakékoli soukromé vlastnictví, jediným majetkem směla být lžíce a miska na rýži. Popravy byly nepřetržité a okamžité, bez soudu – za nošení brýlí („městská zvrhlost“), za pláč nad ztrátou někoho blízkého, za použití igelitového sáčku, za přechovávání knih (ačkoli vůdci hnutí vystudovali na univerzitě v Paříži) za nepovolené jídlo, za užití jiného jazyka než khmerštiny. Režim byl totiž také vypjatě nacionalistický až rasistický, takže některá nekhmerská etnika byla systematicky vyvražďována – na prvním místě Chamové, ale také Vietnamci. Speciální khmerská komanda vyhledávala po okolí „kontrarevolucionáře“. Když jich nenalezla dost, byli všichni členové komanda popraveni. Když ve východní Kambodži vypuklo povstání, Pol Pot nařídil veškeré obyvatelstvo na východě vyhladit jakožto „Kambodžany s vietnamskou myslí“. Jen při této akci bylo vyvražděno 1,5 milionu lidí. Celkový počet zavražděných je však mnohem vyšší, byť se jen obtížně určuje. Odhady západních historiků se pohybují kolem dvou milionů, oficiální údaj současné kambodžské vlády je 3,3 milionu. I „západní číslo“ však značí vyhlazení čtvrtiny kambodžské populace (více byli zabíjeni muži, takže komunistická genocida vyhladila třetinu kambodžských mužů). Režim Rudých Khmerů nicméně zabíjel i po svém pádu – odhaduje se, že v prvních dvou letech po svržení komunistického režimu umřelo hlady 300 000 lidí, v důsledku rozvráceného zemědělství, které bez zničených strojů nedokázalo uživit populaci moderních rozměrů.

Vlajka Demokratické Kampučie

Mezinárodní postavení brutálního režimu přitom nebylo vůbec špatné. Oficiální vztahy se státem, který Rudí Khmerové vyhlásili, tzv. Demokratickou Kampučiou, navázalo sedmdesát zemí planety. Nejužší ovšem byly s Čínskou lidovou republikou (kde právě po Maově smrti roku 1976 probíhal boj o moc mezi fanatiky kulturní revoluce a umírněnými, viz gang čtyř). Naopak vztahy s Vietnamem (podporovaným Moskvou) se začaly zhoršovat, u hranic docházelo ke stále většímu množství přestřelek a výpadů. Režim Rudých Khmerů oficiálně přerušil vztahy s Hanojí v prosinci 1977. V prosinci 1978 Vietnam oznámil vytvoření exilové odbojové organizace, Kambodžské sjednocené fronty národní spásy v čele s Hengem Samrinem, který naverboval většinou Rudé Khmery, kteří uprchli před třeštěním vlastního režimu do Vietnamu (k takovým patřil i sám Samrin). Koncem prosince 1978 vietnamská armáda a Samrinova skupina zahájily invazi do Kambodže. Dne 7. ledna 1979 dobyly hlavní město a zbytky armády Rudých Khmerů zatlačily na západ směrem k hranicím s Thajskem. Vietnamské a provietnamské síly však nedokázaly tyto partyzány rozdrtit. A dlouhý boj ničil životy dalším Kambodžanům – 600 000 lidí z této oblasti muselo uprchnout do Thajska a žilo v uprchlických táborech. Mnozí při útěku zahynuli. Vietnamci na kontrolovaných územích pak zorganizovali vlastní režim (zhruba v intencích sovětského systému). Byla vyhlášena Kampučská lidová republika, do jejího čela se postavil Heng Samrin. Vietnamští vojáci zůstali v zemi až do roku 1993.